# اسپور کورپوریشن
اسپور کورپوریشن (انگلیسی: Spur Steak Ranches) شرکت رستوران‌های زنجیره‌ای در آفریقای جنوبی است، که در سال ۱۹۶۷ تأسیس شد.